# Eugenia citrifolia
Eugenia citrifolia är en myrtenväxtart som beskrevs av Jean Louis Marie Poiret. Eugenia citrifolia ingår i släktet Eugenia och familjen myrtenväxter. Inga underarter finns listade i Catalogue of Life.